# Stenobasipteron wiedemanni
Stenobasipteron wiedemanni är en tvåvingeart som beskrevs av Robert W. Lichtwardt 1910. Stenobasipteron wiedemanni ingår i släktet Stenobasipteron och familjen Nemestrinidae. Inga underarter finns listade i Catalogue of Life.